# Некрасовци
Некрасовците, наричани също игнат-казаци, са руска етнографска група, включваща потомци на донски казаци, изселили се в Османската империя.
Носят името на своя първи водач Игнат Некрасов, сред ръководителите на Булавинското въстание, който след неговия разгром през 1708 година бяга с няколко хиляди свои сподвижници в Кубан, на територията на Кримското ханство. Под натиска на Руската империя след 1740 година те отново се преселват към Добруджа.
След разгрома от руснаците на Запорожката Сеч повечето некрасовци са прогонени от селищата си от запорожки бежанци, като останалите в Добруджа са асимилирани от липованите. Останалите се изселват към Енос в Източна Тракия и около езерото Маняс в Мала Азия, където създават по-дълго просъществувала общност. В началото на XX век некрасовците започват постепенно да се изселват в Русия, като последните заминават през 1963 година – повечето за Съветския съюз, а друга част – за Съединените щати.